# Катр-Борн
Катр-Борн (фр. Quatre Bornes), (англ. Quatre Bornes) — город в Республике Маврикий. Расположен в округе Плен-Вилем, между городами Бо-Басен-Роз-Хилл и Вакоа-Феникс.

## Города-побратимы
- Сен-Бенуа,  Реюньон